# Liste von Sakralbauten im Landkreis Görlitz
Die Liste von Sakralbauten im Landkreis Görlitz gibt eine möglichst vollständige Übersicht der im Landkreis Görlitz im Südosten des Landes Sachsen vorhandenen relevanten Sakralbauten mit ihrem Status, Adresse, Koordinaten und einer Ansicht (Stand August 2023).

## Friedhöfe
| Artikel                                                                | Beschreibung | Gemeinde              | Ort             | Bild           | Koordinaten                  |
| ---------------------------------------------------------------------- | --- | --------------------- | --------------- | -------------- | ---------------------------- |
| Jüdischer Friedhof (Görlitz)                                           | 1849 angelegt, 2015 ergänzt durch Mahnmal mit eisernen Stelen                                                                       | Görlitz               | Görlitz         | weitere Bilder | 51° 8′ 31″ N, 14° 58′ 3″ O   |
| Friedhof Großschweidnitz: Kapelle und Gedenkstätte (Skulptur)          | Erinnerungs- und Gedenkstätte für die Opfer des Faschismus                                                                          | Großschweidnitz       | Großschweidnitz | Bild gesucht   | 51° 4′ 22″ N, 14° 38′ 56″ O  |
| Friedhof Ottenhain                                                     | Friedhof mit Kapelle und Glockenhaus in Ottenhain                                                                                   | Kottmar               | Ottenhain       | Bild gesucht   | 51° 3′ 39″ N, 14° 41′ 17″ O  |
| Herrnhuter Gottesacker                                                 | 1730 betont schlicht als Friedhof der Herrnhuter Brüdergemeine angelegt                                                             | Herrnhut              | Herrnhut        | weitere Bilder | 51° 1′ 10″ N, 14° 44′ 55″ O  |
| Jüdischer Friedhof (Zittau)                                            | 1887 angelegt, 1948 Gedenkstein zur Erinnerung an die ermordeten Juden Zittaus                                                      | Zittau                | Zittau          | weitere Bilder | 50° 54′ 22″ N, 14° 50′ 5″ O  |
| Friedhof Bad Muskau                                                    | Nordfriedhof, Neuer Friedhof | Bad Muskau            | Bad Muskau      |                | 51° 33′ 13″ N, 14° 42′ 25″ O |
| Neuer Friedhof Eibau                                                   | Friedhof in Eibau | Kottmar               | Eibau           | Bild gesucht   | 50° 58′ 50″ N, 14° 39′ 41″ O |
| Neuer Friedhof Neugersdorf                                             | Friedhofskapelle, Leichenhaus, Grabmale, sowie Kriegerdenkmal auf dem Neuen Friedhof in Neugersdorf                                 | Ebersbach-Neugersdorf | Neugersdorf     |                | 50° 59′ 13″ N, 14° 37′ 7″ O  |
| Nikolaikirchhof Görlitz                                                | Friedhof der Nikolaikirche in Görlitz mit zahlreichen historischen Grabmälern, Epitaphien und Grufthäusern                          | Görlitz               | Görlitz         | weitere Bilder | 51° 9′ 36″ N, 14° 59′ 17″ O  |
| Friedhof Reichenbach/O.L.                                              | Auferstehungskapelle, Gruft Haugwitz und Kleist, zwei Grabmale der Familie von Kiesenwetter, Einfriedungsgitter der Grabanlagen     | Reichenbach/O.L.      | Reichenbach     | Bild gesucht   | 51° 8′ 36″ N, 14° 48′ 27″ O  |
| Friedhof Neusalza: Friedhofskapelle                                    | Sechs Grabmale, eine Grabanlage, sämtliche schmiedeeiserne Grabeinfriedungen und Friedhofstor Lindenstraße                          | Neusalza-Spremberg    | Neusalza        |                | 51° 1′ 51″ N, 14° 31′ 37″ O  |
| Friedhof Rothenburg (O.L.)                                             | Friedhof mit Eingangsbauten (zwei Grufthäuser) sowie Kapelle gründerzeitliche Bauten                                                | Rothenburg/O.L.       | Rothenburg      | Bild gesucht   | 51° 19′ 55″ N, 14° 58′ 9″ O  |
| Friedhof Spremberg Lindenstraße                                        | Friedhof Spremberg: Friedhofskapelle, sechs Grabmale, eine Grabanlage, sämtliche schmiedeeiserne Grabeinfriedungen und Friedhofstor | Neusalza-Spremberg    | Dorf Spremberg  | Bild gesucht   | 51° 1′ 51″ N, 14° 31′ 37″ O  |
| Städtischer Friedhof Görlitz                                           | Größter Friedhof in Görlitz, 1847 angelegt, mehrfach erweitert, mit Alter Feierhalle und Krematorium                                | Görlitz               | Görlitz (Nord)  | weitere Bilder | 51° 9′ 52″ N, 14° 59′ 5″ O   |
| Friedhof und Friedhofskapelle Rauschwalde                              | Friedhofsgestaltung mit Wegesystem, prägenden Baumalleen und Baumreihen, Baumpaar, Solitärbaum und Hecke                            | Görlitz               | Rauschwalde     | Bild gesucht   | 51° 8′ 38″ N, 14° 56′ 7″ O   |
| Grabmal (Weg nach Attendorf, 400 Meter vor Straße nach Wiesa; im Wald) | Gedenkstein für den an dieser Stelle im August 1753 vom Blitz erschlagenen Johann Carl Schmidt                                      | Waldhufen             | Waldhufen       |                | 51° 13′ 12″ N, 14° 49′ 21″ O |
| Friedhof der Frauenkirche (Zittau)                                     | Ältester Friedhof der Stadt, zahlreiche Grabmäler und Zeugnisse der Sepulkralkultur 17.–20. Jh.                                     | Zittau                | Zittau          | weitere Bilder | 50° 53′ 49″ N, 14° 48′ 56″ O |

## Kapellen
| Artikel                                                                  | Beschreibung | Gemeinde              | Ort                 | Bild            | Koordinaten                  |
| ------------------------------------------------------------------------ | --- | --------------------- | ------------------- | --------------- | ---------------------------- |
| Friedhofskapelle und Einfriedungsmauer Hörnitz                           | Putzbau mit Zentralraum E. 19. Jh. | Bertsdorf-Hörnitz     | Hörnitz             | Bild gesucht    | 50° 53′ 58″ N, 14° 44′ 44″ O |
| Kapelle Friedhofsweg Eibau                                               | Kapelle und Friedhofstor auf dem Neuen Friedhof in Eibau | Kottmar               | Eibau               | Bild gesucht    | 50° 58′ 50″ N, 14° 39′ 38″ O |
| Diakonissenanstalt Emmaus mit angebauter Kapelle                         | Barockisierender Neubau um 1900 mit Mansardwalmdach | Niesky                | Niesky              | weitere Bilder  | 51° 17′ 35″ N, 14° 49′ 3″ O  |
| Pfarrhaus und Kapelle der Katholische Pfarrei St. Joseph Neugersdorf     | Fabrikantenvilla in Neugersdorf, Klinkerbau 1936, als katholische Kapelle genutzt | Ebersbach-Neugersdorf | Neugersdorf         | Bild gesucht    | 50° 58′ 56″ N, 14° 36′ 13″ O |
| Friedhofskapelle Bernstadt                                               | Friedhof Bernstadt auf dem Eigen: Friedhofskapelle 1837 | Bernstadt a. d. Eigen | Bernstadt           | Bild gesucht    | 51° 2′ 39″ N, 14° 49′ 31″ O  |
| Friedhofskapelle Großschweidnitz                                         | Sachgesamtheit Friedhof Großschweidnitz, mit Kapelle und Gedenkstätte (Skulptur) an die Euthanasie-Opfer des Faschismus und dem Friedhof (Gartendenkmal);                                                            | Großschweidnitz       | Großschweidnitz     | Bild gesucht    | 51° 4′ 22″ N, 14° 38′ 56″ O  |
| Friedhofskapelle Löbau                                                   | Friedhof Löbau: neoklassizistische Kapelle mit Gedenktafel für die Gefallenen von 1870/71, Friedhofsverwaltungsgebäude, Aufbahrungshalle, acht Grabmale und vier Grabanlagen, Soldatengrabanlage                     | Löbau                 | Löbau               | weitere Bilder  | 51° 5′ 35″ N, 14° 39′ 47″ O  |
| Ev. Bergkapelle Jauernick-Buschbach; Kapelle Am Kreuzberg 12             | Saalbau über rechteckigem Grundriss, 1863 | Markersdorf           | Jauernick-Buschbach | Bild gesucht BW | 51° 5′ 53″ N, 14° 54′ 40″ O  |
| Friedhofskapelle Bernstadt auf dem Eigen                                 | Friedhof Bernstadt auf dem Eigen; Friedhofskapelle im neoromanischen Stil nach Plänen von Theodor Quentin errichtet. Friedhofskapelle mit Dachreitern                                                                | Bernstadt a. d. Eigen | Bernstadt           | Bild gesucht BW | 51° 2′ 38″ N, 14° 49′ 31″ O  |
| Friedhofskapelle Gablenz                                                 | Neoromanische Kapelle um 1909 | Gablenz               | Gablenz             | Bild gesucht BW | 51° 32′ 17″ N, 14° 37′ 28″ O |
| Friedhofskapelle Mulkwitz; Friedhofskapelle Friedhofsweg                 | Klinkerbau, um 1900 | Schleife              | Mulkwitz            | weitere Bilder  | 51° 30′ 40″ N, 14° 23′ 34″ O |
| Friedhofskapelle und Denkmal Schleife                                    | Nach 1945 (Kriegerdenkmal); bezeichnet mit 1960 (Friedhofskapelle) | Schleife              | Schleife            |                 | 51° 32′ 50″ N, 14° 32′ 20″ O |
| Friedhofskapelle Görlitz, Schlaurother Weg                               | Baugeschichtlich und ortsgeschichtlich von Bedeutung | Görlitz               | Görlitz             | Bild gesucht    | 51° 8′ 37″ N, 14° 56′ 7″ O   |
| Bergkirche Muskau                                                        | Ruine der Bergkirche im Park Muskau | Bad Muskau            | Bad Muskau          | weitere Bilder  | 51° 32′ 39″ N, 14° 43′ 11″ O |
| Doppelkapelle Görlitz                                                    | Doppelkapelle des Heiligen Grabes Görlitz, bestehend aus Golgathakapelle (oben) und Adamskapelle (unten) | Görlitz               | Görlitz             | weitere Bilder  | 51° 9′ 32″ N, 14° 58′ 59″ O  |
| Grabkapelle Hl. Grab Görlitz                                             | Darstellung des Grabes Christi mit dem Engel, Teil der Gesamtanlage Heiliges Grab Görlitz | Görlitz               | Görlitz             | weitere Bilder  | 51° 9′ 33″ N, 14° 58′ 58″ O  |
| Salbkapelle Hl. Grab Görlitz                                             | Skulptur der Salbung Christi in schlichtem Haus, Teil der Gesamtanlage Heiliges Grab Görlitz | Görlitz               | Görlitz             |                 | 51° 9′ 32″ N, 14° 58′ 58″ O  |
| Kanitz-Kyawsche Gruft                                                    | 1715 erbaute reich dekorierte barocke Gruftkapelle, in Nachbarschaft der Kirche Hainewalde | Hainewalde            | Hainewalde          | weitere Bilder  | 50° 54′ 42″ N, 14° 42′ 13″ O |
| Kapelle St. Anna (Reichenbach)                                           | Spätgotische Kapelle um 1500, einschiffiges Bauwerk mit Fünfachtelschluss | Reichenbach/O.L.      | Reichenbach         | Bild gesucht BW | 51° 8′ 36″ N, 14° 48′ 18″ O  |
| Kapelle und Friedhof Mulkwitzer Weg                                      | Östlich des heutigen Friedhofes befand sich der alte Friedhof von Rohne, welcher 1863 angelegt und kurz nach dem Ersten Weltkrieg geschlossen wurde.                                                                 | Schleife              | Rohne               | weitere Bilder  | 51° 31′ 25″ N, 14° 30′ 50″ O |
| Kath. Kapelle St. Heinrich                                               | Schlichte eingeschossige Holzkirche der 1960er Jahre, mit Satteldach und bleiverglasten farbigen Fenstern | Schönbach             | Schönbach           | Bild gesucht    | 51° 3′ 43″ N, 14° 34′ 16″ O  |
| Kath. Pfarrkuratie St. Maria Regina Rosarii; Kath. Kapelle mit Pfarrhaus | Neugotische Kapelle der katholischen Gemeinde, Sichtbacksteinbau 1902, nach Schäden im Zweiten Weltkrieg wiederhergestellt                                                                                           | Rothenburg/O.L.       | Rothenburg/O.L.     | Bild gesucht BW | 51° 19′ 44″ N, 14° 58′ 24″ O |
| Katholisch-Apostolische Kirche Zittau                                    | Kath.-Apost. Kapelle, ein Gründerzeitgebäude | Zittau                | Zittau              |                 | 50° 54′ 0″ N, 14° 48′ 10″ O  |
| Martinshof; Pflegeheim mit Nebengebäuden und Kapelle                     | Pflegeanstalt der Diakonie | Rothenburg/O.L.       | Rothenburg/O.L.     | Bild gesucht    | 51° 19′ 56″ N, 14° 57′ 49″ O |
| Nordfriedhof; Neuer Friedhof Bad Muskau                                  | Nordfriedhof, Neuer Friedhof mit folgenden Einzeldenkmalen: Friedhofskapelle, 20 Grabanlagen mit Einfriedungen an der Friedhofsmauer, dazu sämtliche Grabeinfriedungen aus schmiedeeisernen Gittern auf dem Friedhof | Bad Muskau            | Bad Muskau          | weitere Bilder  | 51° 33′ 14″ N, 14° 42′ 25″ O |
| Ruine der Kapelle St. Barbara (Markersdorf)                              | Ruine der mittelalterlichen Kapelle St. Barbara, 15. Jh. | Markersdorf           | Markersdorf         |                 | 51° 8′ 27″ N, 14° 52′ 47″ O  |

## Kirchengebäude
| Artikel                                                               | Beschreibung | Gemeinde                       | Ort                               | Bild            | Koordinaten                  |
| --------------------------------------------------------------------- | --- | ------------------------------ | --------------------------------- | --------------- | ---------------------------- |
| Annenkapelle (Görlitz)                                                | Einschiffiges spätgotisches Bauwerk mit Fünfachtelschluss und Maßwerkfenstern (1508–11), profane Nutzung als Aula, dafür zweigeschossig unterteilt                                                                         | Görlitz                        | Görlitz                           | weitere Bilder  | 51° 9′ 14″ N, 14° 59′ 12″ O  |
| Auferstehungskirche Weinhübel                                         | 1337 Kirche erstmals urkundlich erwähnt, Chorraum aus Sternrippengewölbe vermutlich Mitte des 15. Jahrhunderts, Kirchhofserweiterung nach Nordosten, dabei Abriss eines Teiles der Kirchhofmauer                           | Görlitz                        | Weinhübel                         | weitere Bilder  | 51° 7′ 3″ N, 14° 59′ 11″ O   |
| Bergkirche Oybin                                                      | Neubau 1709, 1732/34 erweitert, schlichter Saal mit Westturm, barocker Kanzelaltar, umlaufende doppelte Emporen | Oybin                          | Oybin                             | weitere Bilder  | 50° 50′ 35″ N, 14° 44′ 28″ O |
| Christuskirche (Görlitz)                                              | Neubau von Otto Bartning 1937/38 | Görlitz                        | Görlitz                           | weitere Bilder  | 51° 8′ 35″ N, 14° 56′ 33″ O  |
| Christuskirche (Niesky)                                               | Neuromanischer Neubau 1896/1900 in Backstein mit Turm, hölzernes Tonnengewölbe, Ausstattung zumeist aus der Bauzeit | Niesky                         | Niesky                            | weitere Bilder  | 51° 17′ 30″ N, 14° 49′ 56″ O |
| Christuskirche Leutersdorf                                            | Evangelisch-Lutherische Kirche, neugotischer Neubau 1865 nach Entwurf von Carl August Schramm | Leutersdorf                    | Leutersdorf                       | weitere Bilder  | 50° 57′ 35″ N, 14° 39′ 8″ O  |
| Dorfkirche Bischdorf                                                  | Schlichter Saal mit Chor 15./16. Jh. neuromanischer Westturm 1865/66 | Rosenbach                      | Bischdorf                         | weitere Bilder  | 51° 5′ 39″ N, 14° 44′ 33″ O  |
| Dorfkirche Herwigsdorf                                                | Schlichte Saalkirche, nach Brand unter Verwendung älterer Reste 1534 neu errichtet | Rosenbach                      | Herwigsdorf (Rosenbach)           | weitere Bilder  | 51° 4′ 33″ N, 14° 43′ 50″ O  |
| Dorfkirche Kosel                                                      | Neubau 1696/1717, Dachturm 1778, schlichter Emporensaal mit barockem Altaraufsatz und barockem Orgelprospekt | Niesky                         | Kosel                             | weitere Bilder  | 51° 21′ 2″ N, 14° 46′ 29″ O  |
| Dorfkirche Krauschwitz                                                | 1926/28, mit expressionistischen Gestaltungselementen, Saalbau mit Walmdach, quadratischer Westturm mit Pyramidendach | Krauschwitz                    | Krauschwitz                       |                 | 51° 31′ 0″ N, 14° 43′ 13″ O  |
| Dorfkirche Merzdorf                                                   | Ehemals Fachwerkbau, 1936 Neubau, nach 1971 Abbruch wegen Tagebau | Boxberg/O.L.                   | Merzdorf                          | weitere Bilder  |                              |
| Dorfkirche Oberseifersdorf                                            | Saalkirche mit Innenausstattung 1717, Grabmale an der Kirchenwand, Grufthaus, Aufbahrungshalle | Mittelherwigsdorf              | Oberseifersdorf                   | weitere Bilder  | 50° 56′ 41″ N, 14° 48′ 0″ O  |
| Dorfkirche Pechern                                                    | Reizvolle Saalkirche 18. Jh. in Fachwerk mit Walmdach und Dachreiter, im Innern Emporen | Krauschwitz                    | Pechern                           | weitere Bilder  | 51° 29′ 13″ N, 14° 51′ 44″ O |
| Dorfkirche Schleife                                                   | Verputzte Saalkirche in Feldstein, Westturm mit Haube und Laterne 1676, Chor eingewölbt, dort spätgot. Wandmalereien | Schleife                       | Schleife                          | weitere Bilder  | 51° 32′ 37″ N, 14° 32′ 17″ O |
| Dorfkirche Sohland am Rotstein                                        | Große Saalkirche mit weithin sichtbarem Turm, Neubau 1841–44 von Carl August Schramm wohl unter Verwendung alter Teile | Reichenbach/O.L.               | Sohland am Rotstein               |                 | 51° 6′ 55″ N, 14° 46′ 55″ O  |
| Dorfkirche Spremberg                                                  | Neubau der Saalkirche 1901/1902 mit Einbeziehung von Apsis und Spitzturm 1666, nach Schäden 1945 restauriert | Neusalza-Spremberg             | Spremberg                         | weitere Bilder  | 51° 2′ 19″ N, 14° 32′ 7″ O   |
| Dorfkirche Tauchritz                                                  | Turmlose Saalkirche 1686, verputzter Bruchsteinbau mit Chor, im Innern Emporen und Kanzelaltar | Görlitz                        | Tauchritz                         | weitere Bilder  | 51° 4′ 8″ N, 14° 56′ 44″ O   |
| Dorfkirche und Kirchhof Eibau                                         | Neubau 1702 mit Westturm 1709/10, Ausstattung 18. Jh. | Kottmar                        | Eibau                             | weitere Bilder  | 50° 58′ 49″ N, 14° 39′ 50″ O |
| Dorfkirche Gersdorf                                                   | Saalkirche, im Kern spätromanisch, nach Zerstörungen des Dreißigjährigen Krieges wieder aufgebaut, weitere Umbauten 1685/94 und 1889                                                                                       | Markersdorf                    | Gersdorf                          |                 | 51° 7′ 27″ N, 14° 51′ 9″ O   |
| Dorfkirche Horka                                                      | Gotische Saalkirche mit Ausstattung im Kern 1225, später hochgotisch erneuert, mit Wehrmauer, Torhaus, 14 Grabmale an der Kirchenwand                                                                                      | Horka                          | Horka                             | weitere Bilder  | 51° 17′ 12″ N, 14° 53′ 32″ O |
| Dorfkirche und Kirchhof Kreba                                         | Barocke Saalkirche in Bruchstein mit Westturm, Altar 1685 und Kanzel 1711 | Kreba-Neudorf                  | Kreba                             | weitere Bilder  | 51° 20′ 53″ N, 14° 41′ 1″ O  |
| Dorfkirche und Kirchhof Lückendorf                                    | Schlichte Saalkirche 1690, Dachreiter 1697, schlichter Putzbau mit dreiseitigem Chorschluss | Oybin                          | Lückendorf                        | weitere Bilder  | 50° 49′ 33″ N, 14° 46′ 4″ O  |
| Dorfkirche und Kirchhof Strahwalde                                    | Neogotische Kirche mit markantem Westturm, Kirche, 1883/84 von Gotthilf Ludwig Möckel | Herrnhut                       | Strahwalde                        | weitere Bilder  | 51° 1′ 46″ N, 14° 43′ 24″ O  |
| Dorfkirche und Kirchhof Walddorf                                      | Große neubarocke Saalkirche 1908 nach Plan von Fritz Rauda, verputzter Bruchsteinbau mit Dreiachtelschluss | Kottmar                        | Walddorf                          | Bild gesucht BW | 50° 59′ 53″ N, 14° 38′ 21″ O |
| Dorfkirche Waltersdorf (Großschönau)                                  | Saalkirche 1648–57 unter Verwendung des Turms von 1531 erbaut, 1713 nach Westen erweitert, Turm 1726–29 erneuert, wertvolle Barockorgel von Andreas Tamitius                                                               | Großschönau                    | Waltersdorf                       | weitere Bilder  | 50° 52′ 9″ N, 14° 39′ 5″ O   |
| Dreifaltigkeitskirche (Görlitz)                                       | Schlichte eingewölbte gotische Saalkirche mit eingezogenem Chor mit polygonalem Schluss, Schlanker Chorflankenturm | Görlitz                        | Görlitz                           | weitere Bilder  | 51° 9′ 19″ N, 14° 59′ 19″ O  |
| Dreifaltigkeitskirche (Neusalza)                                      | Saalkirche mit eingezogenem, dreiseitig geschlossenem Chor, quadratischer Westturm mit achteckigem Abschluss und Haube, an der Ostseite Kriegerdenkmal                                                                     | Neusalza-Spremberg             | Neusalza                          | weitere Bilder  | 51° 2′ 9″ N, 14° 31′ 45″ O   |
| Dreifaltigkeitskirche; Weberkirche mit Kirchhof Innere Weberstraße 48 | Kirche sowie Kirchhof mit Einfriedungsmauer und mit barocken Grabmalen; vor der Stadtmauer an einen Turm des Webertores angebaute gotische Kirche                                                                          | Zittau                         | Zittau                            | weitere Bilder  | 50° 53′ 52″ N, 14° 48′ 4″ O  |
| Erlöserkirche (Görlitz)                                               | Kirchengebäude in Görlitz, um 1838/39 Neubau, nach Vorentwurf von Karl Friedrich Schinkel | Görlitz                        | Kunnerwitz                        | weitere Bilder  | 51° 7′ 3″ N, 14° 56′ 2″ O    |
| Evangelisch-Lutherische Kirche Berthelsdorf                           | Saalkirche, Umbau eines 1348 erwähnten Bauwerks im Jahr 1724, verputzter Bruchsteinbau mit geradem Ostschluss | Herrnhut                       | Berthelsdorf                      | weitere Bilder  | 51° 1′ 45″ N, 14° 45′ 41″ O  |
| Evangelisch-Lutherische Kirche Großschönau                            | Saalkirche von 1705 auf älterem Fundament, Bruchsteinbau mit Dreiachtelschluss, Turm mit Haube und Laterne, hoher flachgedeckter Emporensaal                                                                               | Großschönau                    | Großschönau                       | weitere Bilder  | 50° 53′ 55″ N, 14° 39′ 47″ O |
| Evangelische Kirche Ludwigsdorf                                       | Einschiffiger Bau mit in der Region ungewöhnlichem Chorturm 1. H. 13. Jh., Umbauten im 16. Jh. | Görlitz                        | Ludwigsdorf                       | weitere Bilder  | 51° 12′ 20″ N, 15° 0′ 9″ O   |
| Evangelische Kreuzkirche Weißwasser                                   | Neuromanische Saalkirche 1893, Backsteinbau mit kreuzförmigem Grundriss, quadratischem Westturm und Lutherdenkmal; 1893/1917                                                                                               | Weißwasser/O.L.                | Weißwasser                        | weitere Bilder  | 51° 30′ 25″ N, 14° 38′ 32″ O |
| Herz-Jesu-Kirche (Ebersbach/Sa.)                                      | Katholische Kirche, 1933/34 erbaut | Ebersbach-Neugersdorf          | Ebersbach/Sa.                     | Bild gesucht BW | 51° 0′ 26″ N, 14° 35′ 25″ O  |
| Johanneskirche (Klitten)                                              | Romanisierende Saalkirche in Fachwerk, unterer Teil verputzter Backstein, massiver Turm mit Welscher Haube, 1847 erbaut.                                                                                                   | Boxberg/O.L.                   | Klitten                           | weitere Bilder  | 51° 21′ 6″ N, 14° 35′ 56″ O  |
| St. Marien (Bernstadt auf dem Eigen)                                  | Einschiffige Kirche mit flachgedecktem Saal, vom Vorgängerbau Westturm erhalten, Oberteil achteckig, prächtige Haube des 18. Jahrhunderts mit zwei Durchsichten, barockes Grabmal an der westlichen Kirchhofsmauer         | Bernstadt a. d. Eigen          | Bernstadt auf dem Eigen           | weitere Bilder  | 51° 1′ 3″ N, 14° 51′ 56″ O   |
| Kirche Oberfriedersdorf                                               | Saalkirche mit Rundbogenfenstern, W-Turm und Epitaphien an der Ostseite, baugeschichtlich und ortsgeschichtlich von Bedeutung                                                                                              | Neusalza-Spremberg             | Friedersdorf                      | weitere Bilder  | 51° 1′ 4″ N, 14° 33′ 59″ O   |
| Kirche St. Jakob (Zittau)                                             | Kleine gotische Kirche, ursprünglich zum Hospital gehörig, einschiffiges Inneres mit dreijochigem Gewölbe, im Norden Eingangsbau von 1913                                                                                  | Zittau                         | Zittau                            | weitere Bilder  | 50° 53′ 30″ N, 14° 48′ 41″ O |
| Kirche und Kirchhof Rennersdorf                                       | Schlichte Saalkirche, im Kern mittelalterl., im 18./19. Jh. durchgreifend erneuert. Denkmal für die Gefallenen der Ersten Weltkrieges                                                                                      | Herrnhut                       | Rennersdorf                       | weitere Bilder  | 51° 1′ 21″ N, 14° 47′ 27″ O  |
| Pfarrkirche Kemnitz                                                   | Saalkirche, 1868 unter Verwendung älterer Bauteile erbaut, Turm 1682/90. Verputzter Bruchsteinbau mit geradem Ostschluss. Schlichte Ausstattung                                                                            | Bernstadt a. d. Eigen          | Kemnitz                           | weitere Bilder  | 51° 3′ 53″ N, 14° 47′ 49″ O  |
| Johanniskirche Löbau                                                  | Franziskaner-Klosterkirche; gotische Saalkirche 1565 von Kaiser Maximilian der Stadt zu Schulzwecken geschenkt, 1840 Veränderungen, heute profaniert                                                                       | Löbau                          | Löbau                             | weitere Bilder  | 51° 5′ 44″ N, 14° 40′ 5″ O   |
| Frauenkirche (Görlitz)                                                | Dreischiffige spätgotische Hallenkirche mit einschiffigem Chor, annähernd quadrat. Langhaus, Neubau 1453/79, Westturm 1696 erhöht, Haube 1735                                                                              | Görlitz                        | Görlitz                           | weitere Bilder  | 51° 9′ 9″ N, 14° 59′ 15″ O   |
| Frauenkirche (Zittau)                                                 | Ursprünglich frühgotische Kirche 1260/80, nach Blitzschlag und Brand als frühbarocke Pseudobasilika wieder aufgebaut, Ausstattung 17. Jh.                                                                                  | Zittau                         | Zittau                            | weitere Bilder  | 50° 53′ 49″ N, 14° 48′ 58″ O |
| Georgskirche Ullersdorf                                               | Im Kern 16. Jh.; 1676 Westturm; nach Kriegsschäden bis 1956 wiederhergestellt, Altar und Kanzel 17. Jh. | Waldhufen                      | Ullersdorf                        | weitere Bilder  | 51° 14′ 37″ N, 14° 49′ 19″ O |
| Grenzkirche Podrosche                                                 | Neubau 1908 nach Brand des Vorgängerbauwerks, Beschädigungen 1945, 1995 renoviert | Krauschwitz                    | Podrosche                         | weitere Bilder  | 51° 28′ 9″ N, 14° 56′ 46″ O  |
| Gustav-Adolf-Kirche Rothenburg/O.L.                                   | Schlichter Saalbau 1951 nach Plan von Otto Bartning | Rothenburg/O.L.                | Rothenburg/O.L.                   | Bild gesucht    | 51° 22′ 31″ N, 14° 57′ 35″ O |
| Gustav-Adolf-Kirche (Ostritz)                                         | Große neogotische Kirche in Klinke, nach Plänen des Zittauer Architekten Hermann Knothe-Seeck 1886–1890 erbaut | Ostritz                        | Ostritz                           |                 | 51° 0′ 45″ N, 14° 55′ 51″ O  |
| Kirche Wittgendorf (Zittau)                                           | Stattliche Hallenkirche 1754–1775 mit hohem Westturm mit doppelter Laterne, lichter flachgedeckter Innenraum mit doppelter Empore, Kanzelaltar 1755, mittelalterliche Kirchmauer und barockes Kirchhofsportal              | Zittau                         | Wittgendorf                       | weitere Bilder  | 50° 56′ 33″ N, 14° 50′ 14″ O |
| Nikolaikirche (Spitzkunnersdorf)                                      | Neubau unter Einbeziehung des älteren Turms in den Jahren 1712–16, verputzter Bruchsteinbau mit dreiseitigem Ostschluss | Leutersdorf                    | Spitzkunnersdorf                  | weitere Bilder  | 50° 56′ 15″ N, 14° 40′ 44″ O |
| Heilig-Geist-Kirche (Görlitz)                                         | Neubau 1905–06 für die altlutherische Gemeinde Görlitz unter Verwendung von Inventar des Vorgängers | Görlitz                        | Südstadt (Görlitz)                | weitere Bilder  | 51° 8′ 41″ N, 14° 58′ 51″ O  |
| Heilig-Geist-Kirche (Löbau)                                           | Neubau nach Stadtbrand in den Jahren 1710/11, 1890/91 durchgreifend erneuert | Löbau                          | Löbau                             | weitere Bilder  | 51° 5′ 29″ N, 14° 40′ 3″ O   |
| Jakobskirche (Bad Muskau)                                             | Seit 1947 Pfarrkirche, vorher Friedhofskapelle. Schlichte Saalkirche, im Kern von 1564, nach der Zerstörung 1945–47 wiederhergestellt.                                                                                     | Bad Muskau                     | Bad Muskau                        | weitere Bilder  | 51° 32′ 57″ N, 14° 43′ 5″ O  |
| Johanniskirche Schlegel                                               | Saalkirche im Rundbogenstil 1844/45 nach Brand des Vorgängers nach einem Entwurf von Carl August Schramm erbaut | Zittau                         | Schlegel                          |                 | 50° 58′ 48″ N, 14° 52′ 26″ O |
| Katholische Kirche Rietschen                                          | Kirchengebäude, schlichter Saalbau in Sichtbackstein, stichbogige Fenster | Rietschen                      | Rietschen                         | weitere Bilder  | 51° 23′ 45″ N, 14° 46′ 55″ O |
| Katholische Pfarrkirche St. Josef (Niesky)                            | Durch die Firma Christoph & Unmack für Holz-Fertigteilhäuser als Sonderaufgabe in Niesky 1935 errichtet, Architekt Kurt Lange (Breslau)                                                                                    | Niesky                         | Niesky                            | weitere Bilder  | 51° 17′ 19″ N, 14° 49′ 42″ O |
| Katholische Pfarrkirche St. Nikolaus Bernstadt a. d. Eigen            | Im neogotischen Stil 1901 erbaute Saalkirche, 1955 um ein Joch und Turm im Westen erweitert. Altarraumumgestaltung 1976. Verputzter Bruchsteinbau mit Satteldach.                                                          | Bernstadt a. d. Eigen          | Bernstadt auf dem Eigen           | Bild gesucht BW | 51° 2′ 48″ N, 14° 49′ 23″ O  |
| Kirche Apostelamt Jesu Christi                                        | Nutzung einer Villa für Apostelamt Jesu Christi, ungewöhnliche Treppenhausausstattung, teilweise Jugendstil. Eingeschlossen der lange Seitenflügel, auch mit Saal im Erdgeschoss.                                          | Görlitz                        | Görlitz, James-von-Moltke-Str. 36 | weitere Bilder  | 51° 8′ 49″ N, 14° 59′ 24″ O  |
| Kirche Bertsdorf                                                      | Erste gewölbte Wandpfeilerkirche in der Region, 1672/76 nach Riss von Andreas Klengel erbaut, Vorbild für mehrere Nachfolgebauten                                                                                          | Bertsdorf-Hörnitz              | Bertsdorf                         | weitere Bilder  | 50° 53′ 7″ N, 14° 44′ 13″ O  |
| Kirche Diehsa                                                         | Neubau 15./Anf. 16. Jh., nach Zerstörung im 2. Weltkrieg wieder aufgebaut, Ausstattung neuzeitlich | Waldhufen                      | Diehsa                            | weitere Bilder  | 51° 14′ 45″ N, 14° 45′ 44″ O |
| Kirche Dittersbach auf dem Eigen                                      | Saalkirche 1870/71 unter Verwendung eines Westturms 1594, verputzter Ziegelbau mit hohen Rundbogenfenstern | Bernstadt a. d. Eigen          | Dittersbach auf dem Eigen         | weitere Bilder  | 51° 1′ 4″ N, 14° 51′ 55″ O   |
| Kirche Ebersbach/Sa.                                                  | Großer Saalbau bestehend aus rechteckigem Westteil und elliptischem Ostteil, dieser 1726/33, großer Barockorgelprospekt | Ebersbach-Neugersdorf          | Ebersbach/Sa.                     | weitere Bilder  | 51° 0′ 32″ N, 14° 35′ 54″ O  |
| Kirche Förstgen                                                       | Saalkirche mit Dreiachtelschluss und Turm, im Kern 16. Jh., nach Kriegszerstörung 1955 wiederaufgebaut | Mücka                          | Förstgen                          | weitere Bilder  | 51° 17′ 51″ N, 14° 39′ 44″ O |
| Kirche Gebelzig                                                       | Im Kern Rechtecksaal des 15. Jh. mit eingezogenem Chor und Dachturm im Westen von 1720, Innenausstattung 1720/38 | Hohendubrau                    | Gebelzig                          | weitere Bilder  | 51° 13′ 29″ N, 14° 40′ 2″ O  |
| Kirche Groß Radisch                                                   | Neubau 1801 anstelle eines Vorgängers, Saalbau mit kurzem Schiff und Westturm | Hohendubrau                    | Groß Radisch                      | weitere Bilder  | 51° 15′ 14″ N, 14° 41′ 34″ O |
| Kirche Hainewalde                                                     | 1672 nach Vorbild der Kirche in Bertsdorf erbaut, einschiffiger Saal mit nach innen gezogenen Pfeilern, beachtlich die separate Kanitz-Kyawsche Gruft.                                                                     | Hainewalde                     | Hainewalde                        | weitere Bilder  | 50° 54′ 42″ N, 14° 42′ 12″ O |
| Kirche Hähnichen                                                      | Saalkirche aus Bruchstein, im Kern 14. Jh., Dachreiter 1783, prächtiger Altar, zahlreiche Grabdenkmale | Hähnichen                      | Hähnichen                         | weitere Bilder  | 51° 21′ 54″ N, 14° 51′ 47″ O |
| Kirche Hörnitz                                                        | Neugotischer Kirchenbau von Theodor Quentin, 1900/01 | Bertsdorf-Hörnitz              | Hörnitz                           | weitere Bilder  | 50° 54′ 4″ N, 14° 45′ 1″ O   |
| Kirche Kollm                                                          | Neubau nach Brand 1560, Westturm 1780, barocke Ausstattung | Quitzdorf am See               | Kollm                             | weitere Bilder  | 51° 15′ 59″ N, 14° 43′ 50″ O |
| Kirche Kottmarsdorf                                                   | Saalkirche in exponierte Lage mit beachtlicher Barockausstattung, 1736/36 erbaut, klassizistischer Turm von Carl August Schramm 1853/54                                                                                    | Kottmar                        | Kottmarsdorf                      | weitere Bilder  | 51° 1′ 51″ N, 14° 37′ 39″ O  |
| Kirche Kunnersdorf                                                    | Große schmucklose Saalkirche 1788/92, Rechteckbau mit hohem Turm, Ausstattung aus der Bauzeit | Schöpstal                      | Kunnersdorf                       | weitere Bilder  | 51° 12′ 19″ N, 14° 55′ 25″ O |
| Kirche Königshain                                                     | Stattliche Saalkirche, mit Teilen aus dem 13. Jh., in der Folgezeit immer wieder umgebaut, zuletzt 1810/12, beachtenswerte Innenausstattung                                                                                | Königshain                     | Königshain                        | weitere Bilder  | 51° 10′ 47″ N, 14° 53′ 11″ O |
| Kirche Lodenau                                                        | Markanter und in seiner Form singulärer evangelischer Sakralbau der Nachkriegszeit 1951 nach Plan von Otto Bartning | Rothenburg/O.L.                | Lodenau                           | Bild gesucht BW | 51° 22′ 31″ N, 14° 57′ 35″ O |
| Kirche Melaune                                                        | Schlichte Saalkirche, 1845 Vollendung des Kirchenneubaus, 1896 umfangreiche Erneuerung, Ausstattung zumeist M. 19. Jh. | Vierkirchen                    | Melaune                           | weitere Bilder  | 51° 11′ 20″ N, 14° 44′ 38″ O |
| Kirche Neugersdorf                                                    | Stattliche Saalkirche 1738, Ausstattung 1738, Turm 1853/55; mit dem Schöbelschen Grufthaus, einer Grabanlage und 13 Grabmalen                                                                                              | Ebersbach-Neugersdorf          | Neugersdorf                       | weitere Bilder  | 50° 58′ 50″ N, 14° 36′ 31″ O |
| Kirche Nieder Seifersdorf                                             | Im Kern spätromanisches Bauwerk mit weithin sichtbarem Turm, Inneres geprägt durch reich geschnitzte Ausstattung von 1693                                                                                                  | Waldhufen                      | Nieder Seifersdorf                | weitere Bilder  | 51° 13′ 8″ N, 14° 46′ 40″ O  |
| Kirche Niederoderwitz                                                 | Auf Anhöhe gelegene, stattliche Wandpfeilerkirche, 1719/26 durch Johann Georg Förster nach Vorbild der Kirche Hainewalde erbaut                                                                                            | Oderwitz                       | Niederoderwitz                    | weitere Bilder  | 50° 57′ 7″ N, 14° 43′ 46″ O  |
| Kirche Niederrengersdorf                                              | Wiederaufbau eines 1430 zerstörten Vorgängers. 1598 eingewölbt, 1730/33 Umbaumaßnahmen, 1868 Chor vergrößert und Turmobergeschoss renoviert                                                                                | Kodersdorf                     | Niederrengersdorf                 | weitere Bilder  | 51° 13′ 48″ N, 14° 53′ 36″ O |
| Kirche Nochten                                                        | Neubau 1748 nach Brand des hölzernen Vorgängers, Putzbau mit Lisenengliederung und Fünfachtelschluss, Turm 1926 in barocken Formen massiv erneuert                                                                         | Boxberg/O.L.                   | Nochten                           | weitere Bilder  | 51° 25′ 55″ N, 14° 35′ 58″ O |
| Kirche Oberoderwitz                                                   | Rechteckige Saalkirche 1817/19 nach Plan von Karl Christian Eschke erbaut, streng klassizistische Innenausstattung, Turm 1821                                                                                              | Oderwitz                       | Oberoderwitz                      | weitere Bilder  | 50° 58′ 18″ N, 14° 42′ 5″ O  |
| Kirche Oppach                                                         | Erstmals A. 14. Jh. erwähnt, 1785/87 umfangreiche Erweiterungen, verputzter Bruchsteinbau mit Dreiachtelschluss, Westturm teilweise in den Saal integriert                                                                 | Oppach                         | Oppach                            | weitere Bilder  | 51° 3′ 28″ N, 14° 30′ 7″ O   |
| Kirche Petershain                                                     | Kirche im 16. oder 17. Jh. erbaut, langgestreckte Saalkirche mit Dreiachtelschluss, 1822 Dachreiter mit Haube, spätgot. Schnitzaltar                                                                                       | Quitzdorf am See               | Petershain                        | weitere Bilder  | 51° 19′ 9″ N, 14° 44′ 57″ O  |
| Kirche Rietschen                                                      | Saalkirche mit rechteckigem Chorturm und westlichem Dachreiter, 1914–1916 | Rietschen                      | Rietschen                         | weitere Bilder  | 51° 23′ 46″ N, 14° 47′ 5″ O  |
| Kirche Schönbach                                                      | Barocke Saalkirche mit umlaufenden Emporen in zwei Geschossen und Westturm (Wetterfahne bez. 1851) | Schönbach                      | Schönbach                         | weitere Bilder  | 51° 3′ 41″ N, 14° 34′ 23″ O  |
| Kirche St. Georg (Schönau-Berzdorf)                                   | Mittelalterliche Saalkirche, barock überformt, mächtiger Dachreiter | Schönau-Berzdorf auf dem Eigen | Schönau-Berzdorf                  |                 | 51° 3′ 45″ N, 14° 52′ 59″ O  |
| Kirche Tetta                                                          | Kleine Saalkirche, um 1900 unter Benutzung mittelalterlicher Grundmauern erbaut. Im Innern neugotische Ausstattung | Vierkirchen                    | Tetta                             |                 | 51° 11′ 34″ N, 14° 42′ 39″ O |
| Kirche Uhyst (Spree)                                                  | Große Saalkirche, 1716 erbaut, heutige Form von 1817, Putzbau mit Stichbogenfenstern quadrat. Westturm mit Haube | Boxberg/O.L.                   | Uhyst                             | weitere Bilder  | 51° 21′ 52″ N, 14° 30′ 29″ O |
| Kirche der Brüdergemeine (Niesky)                                     | Neuromanisches Bauwerk der Brüdergemeine 1874/75 mit schlankem Westturm | Niesky                         | Niesky                            | weitere Bilder  | 51° 17′ 35″ N, 14° 49′ 17″ O |
| Kirche Reichwalde                                                     | Großer, kreuzförmiger Bau von 1747–50, bis auf die Umfassungsmauern 1945 kriegszerstört, 1961 als Saalbau mit westlichem Dachturm erneuert. Saalbau, neuer Frontturm.                                                      | Boxberg/O.L.                   | Reichwalde                        | weitere Bilder  | 51° 22′ 50″ N, 14° 39′ 47″ O |
| Kirche Dürrhennersdorf                                                | Kirche verputzter Bruchsteinbau mit polygonalem Chor. Schlichte neuromanische Saalkirche, 1874/75 nach Plänen von Maurermeister Peschel aus Niedercunnersdorf neu erbaut                                                   | Dürrhennersdorf                | Dürrhennersdorf                   | weitere Bilder  | 51° 2′ 59″ N, 14° 36′ 21″ O  |
| Kirche Buchholz (Vierkirchen)                                         | Kleine Saalkirche 1703 unter Verwendung älterer Reste, im 19. Jh. umgebaut. Verputzter Bruchsteinbau mit Satteldach und Dachreiter                                                                                         | Vierkirchen                    | Buchholz                          |                 | 51° 11′ 55″ N, 14° 41′ 41″ O |
| Kirche und Kirchhof Daubitz                                           | 1914–1916 anstelle eines Vorgängerbauwerks von 1651 erbaut, Ausstattung aus dem Vorgängerbau von 1651 übernommen | Rietschen                      | Daubitz                           | weitere Bilder  | 51° 23′ 45″ N, 14° 49′ 46″ O |
| Kirche und Kirchhof Großhennersdorf                                   | Große Saalkirche, 1869/70 anstelle eines mittelalterlichen Vorgängers erbaut, Innenraum mit bauzeitlicher Ausstattung | Herrnhut                       | Großhennersdorf                   | weitere Bilder  | 50° 59′ 24″ N, 14° 47′ 22″ O |
| Kirche Klitten                                                        | Spätgotische Saalkirche mit Dreiachtelschluss, quadratischer Westturm mit achteckigem Glockengeschoss | Boxberg/O.L.                   | Klitten                           | weitere Bilder  | 51° 20′ 53″ N, 14° 36′ 11″ O |
| Kirche Lawalde                                                        | Barocke Saalkirche (mit Verwendung von Bauteilen des 17. Jh.) mit Dachreiter, einzeln stehender und massiver Torglockenturm, singulärer Bau                                                                                | Lawalde                        | Lawalde                           | weitere Bilder  | 51° 4′ 40″ N, 14° 36′ 16″ O  |
| Kirche Niedercunnersdorf                                              | Schlichte Saalkirche von 1972/94, verputzter Bruchsteinbau auf rechteckigem Grundriss, prächtiger Kanzelaltar | Kottmar                        | Niedercunnersdorf                 | weitere Bilder  | 51° 3′ 17″ N, 14° 39′ 15″ O  |
| Kirche Ruppersdorf                                                    | Saalkirche, im Kern 14. Jh., Inneres im 17. Jh. tiefgreifend verändert, 1898 rest. | Herrnhut                       | Ruppersdorf                       | weitere Bilder  | 50° 59′ 51″ N, 14° 43′ 20″ O |
| Jesus-Christus-Kirche (Zodel)                                         | Gotische Saalkirche, im Kern 14. Jh., nach Kriegsschäden 1949/50 restauriert | Neißeaue                       | Zodel                             | weitere Bilder  | 51° 14′ 17″ N, 15° 0′ 40″ O  |
| Kirche zum Heiligen Kreuz (Weißwasser)                                | Gotisierende Saalkirche von 1901, Backsteinbau mit polygonaler Apsis und quadratischem Westturm | Weißwasser/O.L.                | Weißwasser                        | weitere Bilder  | 51° 30′ 5″ N, 14° 38′ 19″ O  |
| Kirchensaal der Herrnhuter Brüdergemeine (Herrnhut)                   | Kirchensaal der Gemeinde (urspr. 1756/57, nach Brand 1945 seit 1951 wiederhergestellt und 1985/87 rekonstruiert), schlichter Saalbau mit Empore und Betstuben                                                              | Herrnhut                       | Herrnhut                          | weitere Bilder  | 51° 0′ 58″ N, 14° 44′ 43″ O  |
| Klosterkirche St. Marienthal                                          | Kirche von Kloster Marienthal, im Kern gotisch, 1683 umgestaltet, Choranbau 1740, 1959 historisierend ausgemalt | Ostritz                        | Ostritz                           | weitere Bilder  | 50° 59′ 52″ N, 14° 55′ 35″ O |
| Kreuzkirche (Görlitz)                                                 | Kirchengebäude der Moderne 1913–1919 nach Entwurf von Rudolf Bitzan | Görlitz                        | Görlitz                           | weitere Bilder  | 51° 8′ 26″ N, 14° 58′ 19″ O  |
| Lutherkirche (Görlitz)                                                | Neuromanischer Backstein-Zentralbau 1898–1901 mit hohem Mittelturm | Görlitz                        | Görlitz                           | weitere Bilder  | 51° 9′ 10″ N, 14° 58′ 41″ O  |
| Hoffnungskirche (Görlitz)                                             | Neubau der abgerissenen Kirche von Deutsch Ossig an anderer Stelle | Görlitz                        | Königshufen                       | weitere Bilder  | 51° 10′ 10″ N, 14° 58′ 59″ O |
| Nikolaikirche (Görlitz)                                               | Ehemaliges Kirchengebäude in Görlitz, zur Gedenkstätte umgestaltet | Görlitz                        | Görlitz                           | weitere Bilder  | 51° 9′ 35″ N, 14° 59′ 18″ O  |
| Lutherkirche und Kirchhof Beiersdorf,                                 | Schlichte Saalkirche, Neubau von 1853 bis 1855 nach Abriss der kleinen, spätgotischen Kirche unter Leitung des Maurermeisters Karl Thomas aus Neusalza. 1912 Errichtung des Turmes.                                        | Beiersdorf                     | Beiersdorf                        | Bild gesucht BW | 51° 4′ 7″ N, 14° 32′ 9″ O    |
| Mariä Himmelfahrt (Ostritz)                                           | Große Saalkirche aus verputztem Bruchsteinmauerwerk, im Kern 1210, 1615 Erhöhung der Außenmauern, 1873 hölzerne Kassettendecke                                                                                             | Ostritz                        | Ostritz                           | weitere Bilder  | 51° 0′ 48″ N, 14° 56′ 1″ O   |
| Matthäuskirche Dittelsdorf                                            | Auf einer Anhöhe über dem Dorf gelegene Saalkirche 1848–50 nach Entwurf von Carl August Schramm, Ausstattung 2. H. 20. Jh. erneuert                                                                                        | Zittau                         | Dittelsdorf                       | weitere Bilder  | 50° 57′ 17″ N, 14° 52′ 25″ O |
| Michaeliskirche (Markersdorf)                                         | Im Kern spätromanisch, im 15. Jh. Altarraum, 1525/39 Langhaus angefügt, 1753/56 barock umgestaltet. Altar 1883, Kanzel und Orgelprospekt barock                                                                            | Markersdorf                    | Markersdorf                       | weitere Bilder  | 51° 8′ 35″ N, 14° 52′ 48″ O  |
| Nikolaikirche Leuba                                                   | Imposanter neugotischer Sandsteinbau 1854–1857, Saalkirche mit Westturm, eingezogenem Chor und Fünfachtelschluss, innen Holzbalkendecke, Chor kreuzrippengewölbt, Ausstattung bauzeitlich                                  | Ostritz                        | Leuba                             | weitere Bilder  | 51° 2′ 31″ N, 14° 56′ 45″ O  |
| Peter-Pauls-Kirche Hirschfelde                                        | Vermutlich aus dem 15. Jh. stammendes Langhaus und Anfang des 14. Jh. erbauter Chor, durch Umbau 1718 verändert; schlichtes rechteckiges Langhaus aus Bruchstein, eingezogener Chor mit Polygonalschluss, stattlicher Turm | Zittau                         | Hirschfelde                       |                 | 50° 56′ 49″ N, 14° 53′ 12″ O |
| Pfarrkirche Mariä Himmelfahrt Leutersdorf                             | Katholische Pfarrkirche Mariä Himmelfahrt und Kirchhof in Leutersdorf, einschiffiger neugotischer Bau 1862 | Leutersdorf                    | Leutersdorf                       | weitere Bilder  | 50° 57′ 10″ N, 14° 38′ 27″ O |
| Pfarrkirche St. Peter und Paul (Görlitz)                              | Große fünfschiffige Hallenkirche der Spätgotik mit spätromanischem Westturm und bedeutender barocker Ausstattung | Görlitz                        | Görlitz                           | weitere Bilder  | 51° 9′ 30″ N, 14° 59′ 33″ O  |
| Emmauskirche (Großschönau)                                            | Schlichter gotisierender Bau mit Backsteingliederungen, 1908 erbaut | Großschönau                    | Großschönau                       | weitere Bilder  | 50° 53′ 46″ N, 14° 40′ 11″ O |
| Stadtkirche Rothenburg O.L.                                           | Im Kern barocke, evangelische Kirche, nach Brand 1805 wiederaufgebaut | Rothenburg/O.L.                | Rothenburg                        | weitere Bilder  | 51° 20′ 8″ N, 14° 58′ 12″ O  |
| St. Barbara (Ebersbach)                                               | Gotischer Einstützenraum 1. H. 15. Jh., barockisiert, in Ebersbach (Schöpstal) | Schöpstal                      | Ebersbach (Schöpstal)             | weitere Bilder  | 51° 10′ 50″ N, 14° 56′ 9″ O  |
| St. Johannis (Zittau)                                                 | Monumentaler Emporensaal nach 1767 durch Andreas Hünigen begonnen unter Beibehaltung des Nordturms, infolge von Planungsänderungen statische Probleme, 1801 Bau beendet, 1834/37 klassizistisch umgeformt                  | Zittau                         | Zittau                            | weitere Bilder  | 50° 53′ 48″ N, 14° 48′ 23″ O |
| St. Barbara und Kirchhof Obercunnersdorf                              | Große langgestreckte Saalkirche, 1660 erbaut, 1691 und 1749 erweitert. Verputzter Bruchsteinbau, Turm mit Haube und Laterne, barocker Hochaltar                                                                            | Kottmar                        | Obercunnersdorf                   | weitere Bilder  | 51° 2′ 10″ N, 14° 40′ 12″ O  |
| St. Katharinen (Arnsdorf)                                             | 1251 erbaut, nach Brand 1430 erneuert, Dachreiter 1. H. 18. Jh., 1945 teilweise zerstört, danach wiederaufgebaut | Vierkirchen                    | Arnsdorf                          | weitere Bilder  | 51° 11′ 46″ N, 14° 47′ 16″ O |
| St. Marien und Heiligkreuz (Bernstadt)                                | Mächtiger einschiffiger Kirchenbau, Chor um 1200, Querhaus um 1250, Umbau und Erweiterung 1519/20, 1888 umfangreiche Veränderungen                                                                                         | Bernstadt a. d. Eigen          | Bernstadt auf dem Eigen           | weitere Bilder  | 51° 2′ 49″ N, 14° 49′ 34″ O  |
| St. Maria Himmelfahrt (Bad Muskau)                                    | 1870/73 Neubau, Backsteinbau im Rundbogenstil | Bad Muskau                     | Bad Muskau                        | weitere Bilder  | 51° 32′ 59″ N, 14° 43′ 3″ O  |
| St. Trinitatiskirche (Weigersdorf)                                    | 1846 Neubau zunächst ohne Turm, dieser 1877 hinzugefügt, Rechteckbau mit Segmentbogenfenstern | Hohendubrau                    | Weigersdorf                       | weitere Bilder  | 51° 15′ 54″ N, 14° 38′ 47″ O |
| St. Ursula (Friedersdorf bei Görlitz)                                 | Frühgotische Anlage, nach Brand 1661 von Martin Pötzsch bis 1661 verändert. Verputzter Bruchsteinbau, mit eingezogenem Chor und 7/12-Schluss                                                                               | Markersdorf                    | Friedersdorf                      | weitere Bilder  | 51° 5′ 43″ N, 14° 52′ 7″ O   |
| St.-Johannes-Kirche (Reichenbach/O.L.)                                | Verputzter Bruchsteinbau, im Kern 12. Jahrhundert, nach Brand 1670 wieder aufgebaut, einheitliche frühbarocke Ausstattung                                                                                                  | Reichenbach/O.L.               | Reichenbach                       | weitere Bilder  | 51° 8′ 30″ N, 14° 48′ 12″ O  |
| St.-Laurentius-Kirche (Jänkendorf)                                    | Halbkreisförmig geschlossene einschiffige Kirche 17. Jh. (1629 auf Schlussstein im Chor) Quadratischer Westturm mit achteckigem Oberteil                                                                                   | Waldhufen                      | Jänkendorf                        | weitere Bilder  | 51° 15′ 3″ N, 14° 48′ 36″ O  |
| St.-Nikolai-Kirche (Löbau)                                            | Das Stadtbild bestimmende Kirche mit hohem Turm in neugotischen Formen; im Kern eine zweischiffige Kirche von 1378, drittes Schiff 1739/42, 1884/85 Renovierung durch Gotthilf Ludwig Möckel                               | Löbau                          | Löbau                             | weitere Bilder  | 51° 5′ 46″ N, 14° 40′ 1″ O   |
| St.-Trinitatis-Kirche                                                 | Saalkirche mit hohem Westturm, im Kern 1346, der heutige Bau im Wesentlichen 1889/99 | Niesky                         | See                               | weitere Bilder  | 51° 17′ 52″ N, 14° 46′ 45″ O |
| Stadtkirche (Bad Muskau)                                              | 1605 erbaut, nach Zerstörung 1646 wieder aufgebaut, bis 1782 erneuert, nach Zerstörung im Zweiten Weltkrieg 1959 gesprengt                                                                                                 | Bad Muskau                     | Bad Muskau                        | weitere Bilder  | 51° 32′ 42″ N, 14° 43′ 21″ O |
| Trinitatiskirche (Kittlitz)                                           | Neu erbaut unter Verwendung von mittelalterlichen Resten in den Jahren 1749/56 und 1763/66 von Andreas Hünigen | Löbau                          | Kittlitz                          | weitere Bilder  | 51° 7′ 56″ N, 14° 40′ 33″ O  |
| Trinitatiskirche Gablenz                                              | Neubau nach Brand um 1530 als spätgotische Saalkirche, quadratischer Westturm mit achteckigem Glockengeschoss und Haube | Gablenz                        | Gablenz                           | weitere Bilder  | 51° 32′ 1″ N, 14° 39′ 49″ O  |
| Kirche Mittelherwigsdorf                                              | Eine der ältesten erhaltenen Pfarrkirchen in der Oberlausitz, Kernbau aus dem 13. Jh. im 17./18. Jh. mehrfach umgebaut, 1692/1702 Einwölbung, Aufstockung des Turms                                                        | Mittelherwigsdorf              | Mittelherwigsdorf                 | weitere Bilder  | 50° 54′ 54″ N, 14° 45′ 40″ O |
| Kirche Jonsdorf                                                       | Schlichte Saalkirche 1730/31 erbaut, Turm 1732 vollendet, Restaurierungen im 19. Jh. 1896 Neufassung | Jonsdorf                       | Jonsdorf                          | weitere Bilder  | 50° 51′ 20″ N, 14° 42′ 26″ O |
| Kirche Olbersdorf                                                     | Neubau 1984–1986 | Olbersdorf                     | Olbersdorf                        | weitere Bilder  | 50° 52′ 4″ N, 14° 46′ 6″ O   |
| Zum Heiligen Kreuz (Meuselwitz)                                       | Neugotische Saalkirche 1857/58, verputzter Ziegelbau mit eingezogenem Chor und Fünfachtelschluss | Reichenbach/O.L.               | Meuselwitz                        | weitere Bilder  | 51° 10′ 10″ N, 14° 45′ 17″ O |
| Kirche Großschönau                                                    | Katholisches Gemeindehaus mit Kirche und Wohnung in Großschönau, historisierend, E. 19. Jh. | Großschönau                    | Großschönau                       | weitere Bilder  | 50° 53′ 39″ N, 14° 39′ 57″ O |
| Kathedrale St. Jakobus (Görlitz)                                      | Katholische Kirche, wuchtige Erscheinung in erhöhter Lage 1898/99 | Görlitz                        | Görlitz                           | weitere Bilder  | 51° 8′ 42″ N, 14° 58′ 46″ O  |
| Kreuzkirche (Zittau)                                                  | Gotische Einstützenkirche E. 14. Jh., 1641 durch Brand beschädigt, 1651/54 wiederhergestellt, jetzt Museum | Zittau                         | Zittau                            | weitere Bilder  | 50° 53′ 52″ N, 14° 48′ 40″ O |
| Schrotholzkapelle in Sprey                                            | Schrotholzkirche, kleiner Holzbau mit Dreiachtelschluss, im Innern flachgedeckt, spätgotischer Schnitzaltar | Boxberg/O.L.                   | Sprey                             | weitere Bilder  | 51° 25′ 33″ N, 14° 32′ 15″ O |
| St. Wenzeslaus (Jauernick)                                            | Auf dem Kreuzberg über dem Dorf gelegene Saalkirche älteste Teile um 1230, Einwölbung 1497/1500, 1869/70 restauriert, kath. Pfarrkirche                                                                                    | Markersdorf                    | Jauernick                         | Bild gesucht BW | 51° 5′ 49″ N, 14° 54′ 37″ O  |
| Heilig-Kreuz-Kirche (Görlitz)                                         | Erster nachreformatorischer Kirchenneubau in Görlitz, dreischiffige und dreijochige Hallenkirche aus Bruchstein im Rundbogenstil 1850/53 nach Entwurf von August Soller                                                    | Görlitz                        | Görlitz                           | weitere Bilder  | 51° 9′ 11″ N, 14° 59′ 32″ O  |
| Kreuzkirche Seifhennersdorf                                           | Nach Abbruch der im Kern mittelalterlichen Kirche 1797/98 Neubau nach Plan von Karl Christian Eschke. 1935 durch Brand zerstört, danach wiederaufgebaut                                                                    | Seifhennersdorf                | Seifhennersdorf                   | weitere Bilder  | 50° 56′ 4″ N, 14° 36′ 35″ O  |
| Mariä Heimsuchung (Zittau)                                            | Stattliche Hallenkirche in neugotischen Formen 1883/90 nach Plan von Hermann Knothe-Seeck, dreischiffiger Sandsteinbau mit Querhaus und hohem Westturm, mit Kreuzrippengewölbe, Emporen                                    | Zittau                         | Zittau                            | weitere Bilder  | 50° 54′ 6″ N, 14° 48′ 34″ O  |
| Mariä Namen (Löbau)                                                   | Katholische Pfarrkirche, 1890/92 nach Plan von Gislenius Bethune erbaut, verputzter Bruchsteinbau, Chor mit Dreiachtelschluss, quadrat. Turm an der Chornordseite                                                          | Löbau                          | Löbau                             | weitere Bilder  | 51° 5′ 58″ N, 14° 39′ 43″ O  |
| St. Hedwig (Rauschwalde)                                              | Katholische Kirche, unter erschwerten Bedingungen 1966/68 erbaut, 1997 Neubau | Görlitz                        | Rauschwalde                       | weitere Bilder  | 51° 8′ 43″ N, 14° 56′ 27″ O  |

## Kloster
| Artikel | Beschreibung | Gemeinde  | Ort       | Bild           | Koordinaten                  |
| --- | --- | --------- | --------- | -------------- | ---------------------------- |
| Andachtssäule nahe dem nördlichen Klostertor St. Marienthal Klosterstraße (nahe Nr. 140)                                      | religionsgeschichtlich von Bedeutung                                                                                          | Ostritz   | Ostritz   | Bild gesucht   |                              |
| Kreuzweg Kloster St. Marienthal: Kreuzwegstationen mit kolossaler Kreuzigungsgruppe (nordwestlich vom Kloster St. Marienthal) | Kreuzweg von Kloster St. Marienthal, barocke Kreuzigungsgruppe auf dem Stationsberg                                           | Ostritz   | Ostritz   | weitere Bilder | 50° 59′ 56″ N, 14° 55′ 22″ O |
| Scheune der ehemaligen Klostermühle Attendorf (Waldhufen)                                                                     | Scheune der ehemaligen Klostermühle, davor Brunnenstube; baugeschichtlich von Bedeutung                                       | Waldhufen | Attendorf | Bild gesucht   | 51° 13′ 41″ N, 14° 48′ 21″ O |
| Kloster St. Marienthal | Prachtvolle barocke Klosteranlage des Zisterzienserinnenklosters, Klosterkirche, Konvent und zahlreiche Nebengebäude erhalten | Ostritz   | Ostritz   | weitere Bilder | 50° 59′ 53″ N, 14° 55′ 29″ O |
| Burg- und Klosterruine Oybin                                                                                                  | Sachgesamtheit Burg- und Klosterruine Oybin mit Bergfriedhof in Oybin                                                         | Oybin     | Oybin     | weitere Bilder | 50° 50′ 38″ N, 14° 44′ 28″ O |
| Franziskanerkloster Zittau | Fünfjochige, zweischiffige gotische Hallenkirche, zugehörige Klostergebäude teilweise erhalten (jetzt Stadtmuseum)            | Zittau    | Zittau    | weitere Bilder | 50° 53′ 51″ N, 14° 48′ 28″ O |

## Pfarrhäuser
| Artikel | Beschreibung | Gemeinde              | Ort                        | Bild           | Koordinaten                  |
| --- | --- | --------------------- | -------------------------- | -------------- | ---------------------------- |
| Pfarrhaus Leutersdorf Aloys-Scholze-Straße 4                                                                    | Pfarrhaus in Leutersdorf | Leutersdorf           | Leutersdorf                |                | 50° 57′ 8″ N, 14° 38′ 23″ O  |
| Pfarrhof Oberseifersdorf                                                                                        | Pfarrhof mit Pfarrhaus, Pfarrscheune, Nebengebäude, Pfarrgarten und Bruchsteinmauer in Oberseifersdorf | Mittelherwigsdorf     | Oberseifersdorf            | Bild gesucht   | 50° 56′ 43″ N, 14° 48′ 0″ O  |
| Pfarrhof Bertsdorf                                                                                              | Pfarrhof mit Pfarrhaus, Scheune, Pfarrgarten, Einfriedungsmauer und Stützmauer in Bertsdorf | Bertsdorf-Hörnitz     | Bertsdorf                  | Bild gesucht   | 50° 53′ 7″ N, 14° 44′ 11″ O  |
| Pfarrhaus Hainewalde                                                                                            | Pfarrhaus mit Pfarrgarten in Hainewalde | Hainewalde            | Hainewalde                 | Bild gesucht   | 50° 54′ 37″ N, 14° 42′ 5″ O  |
| Pfarrhaus in Waltersdorf                                                                                        | Pfarrhaus in Waltersdorf | Großschönau           | Waltersdorf                |                | 50° 52′ 14″ N, 14° 38′ 58″ O |
| Gebäude der Diakonissenanstalt Emmaus: Pfarrhaus von Emmaus                                                     | Pfarrhaus um 1900, baugeschichtlich und ortsgeschichtlich von Bedeutung | Niesky                | Niesky                     |                | 51° 17′ 37″ N, 14° 49′ 2″ O  |
| Pfarrhaus Gersdorf                                                                                              | Pfarrhaus 18. Jh., baugeschichtlich und ortsgeschichtlich von Bedeutung | Markersdorf           | Gersdorf                   |                | 51° 7′ 26″ N, 14° 51′ 7″ O   |
| Pfarrhaus Leutersdorf                                                                                           | Umgebindehaus, (altes Pfarrhaus) in Leutersdorf | Leutersdorf           | Leutersdorf                |                | 50° 57′ 33″ N, 14° 38′ 47″ O |
| Pfarrhaus in Lückendorf                                                                                         | Pfarrhaus in Lückendorf | Oybin                 | Lückendorf                 | weitere Bilder | 50° 49′ 30″ N, 14° 46′ 4″ O  |
| Pfarrhaus Wittgendorf                                                                                           | Pfarrhaus, Seitengebäude, Hofpflasterung und zwei Torbäume in Wittgendorf | Zittau                | Wittgendorf (Zittau)       | Bild gesucht   | 50° 56′ 34″ N, 14° 50′ 16″ O |
| Pfarrhaus Obercunnersdorf                                                                                       | Pfarrhaus (Umgebindehaus) und Seitengebäude in Obercunnersdorf | Kottmar               | Obercunnersdorf            | weitere Bilder | 51° 2′ 9″ N, 14° 40′ 5″ O    |
| Pfarrhaus Spitzkunnersdorf                                                                                      | Pfarrhaus mit Pfarrgarten in Spitzkunnersdorf | Leutersdorf           | Spitzkunnersdorf           |                | 50° 56′ 16″ N, 14° 40′ 44″ O |
| Pfarrhaus Großschönau                                                                                           | Pfarrhaus in Großschönau, um 1870 | Großschönau           | Großschönau                | weitere Bilder | 50° 53′ 49″ N, 14° 39′ 37″ O |
| Pfarrhaus Oberoderwitz                                                                                          | Pfarrhaus in Oberoderwitz | Oderwitz              | Oberoderwitz               | Bild gesucht   | 50° 58′ 18″ N, 14° 42′ 10″ O |
| Pfarrhaus Ebersbach                                                                                             | Obergeschoss Fachwerk, teils verschiefert, Korbbogenportal, teils originale Fenster, innen teils originale Türen | Ebersbach-Neugersdorf | Ebersbach/Sa.              |                | 51° 0′ 34″ N, 14° 35′ 48″ O  |
| Pfarrhaus in Dittelsdorf                                                                                        | Um 1850, Fachwerk im Obergeschoss, Krüppelwalmdach, Giebel verbrettert | Zittau                | Dittelsdorf                |                | 50° 57′ 15″ N, 14° 52′ 25″ O |
| Kath. Pfarrei Mariä Himmelfahrt; Kath. Pfarrhaus Spanntigstraße 3                                               | Schlichter Massivbau mit Krüppelwalmdach, baugeschichtlich und ortsgeschichtlich von Bedeutung, ortsbildprägende Lage gegenüber der katholischen Kirche                                                                                                   | Ostritz               | Ostritz                    | Bild gesucht   | 51° 0′ 49″ N, 14° 56′ 0″ O   |
| Pfarrhaus in Großhennersdorf                                                                                    | Pfarrhaus in Großhennersdorf | Herrnhut              | Großhennersdorf            | Bild gesucht   | 50° 59′ 23″ N, 14° 47′ 25″ O |
| Pfarrhaus Niederoderwitz                                                                                        | Pfarrhaus und Scheune in Niederoderwitz | Oderwitz              | Niederoderwitz             | Bild gesucht   | 50° 57′ 6″ N, 14° 43′ 47″ O  |
| Pfarrhaus Eibau                                                                                                 | Pfarrhaus und Nebengebäude in Eibau | Kottmar               | Eibau                      | Bild gesucht   | 50° 58′ 49″ N, 14° 39′ 49″ O |
| Pfarrhaus in Walddorf                                                                                           | Pfarrhaus in Walddorf | Kottmar               | Walddorf                   | Bild gesucht   | 50° 59′ 52″ N, 14° 38′ 17″ O |
| Pfarrhaus Kottmarsdorf                                                                                          | Pfarrhaus (Wohnstallhaus) in Kottmarsdorf | Kottmar               | Kottmarsdorf               | Bild gesucht   | 51° 1′ 48″ N, 14° 37′ 40″ O  |
| Pfarrhaus in Hirschfelde                                                                                        | Pfarrhaus in Hirschfelde | Zittau                | Hirschfelde                | Bild gesucht   | 50° 56′ 46″ N, 14° 53′ 12″ O |
| Pfarrhaus Petershain                                                                                            | Seltenheitswert, baugeschichtlich von Bedeutung | Quitzdorf am See      | Petershain                 | Bild gesucht   | 51° 19′ 5″ N, 14° 44′ 55″ O  |
| Pfarrhaus Altstadt, Nicolaiplatz 5                                                                              | Pfarrhaus; zur Nikolaikirche gehörig, baugeschichtlich und ortsgeschichtlich von Bedeutung | Löbau                 | Löbau                      | Bild gesucht   | 51° 5′ 46″ N, 14° 40′ 5″ O   |
| Pfarrhaus Bad Muskau                                                                                            | Relikt der alten Ortskernbebauung in veränderter Umgebung, baugeschichtlich und ortsgeschichtlich von Bedeutung, zweigeschossiger massiver Putzbau mit steilem Satteldach, historistisches Haustürblatt                                                   | Bad Muskau            | Bad Muskau                 |                | 51° 32′ 47″ N, 14° 43′ 16″ O |
| Pfarrhaus Diehsaer Straße 1                                                                                     | Baugeschichtlich und ortsgeschichtlich von Bedeutung | Quitzdorf am See      | Kollm                      | weitere Bilder | 51° 16′ 0″ N, 14° 43′ 48″ O  |
| Pfarrhaus Dorfstraße (Gablenz) 34                                                                               | Spätklassizistische Fassade, baugeschichtlich von Bedeutung | Gablenz               | Gablenz                    |                | 51° 32′ 0″ N, 14° 39′ 49″ O  |
| Pfarrhaus Königshain                                                                                            | Baugeschichtlich und ortsgeschichtlich von Bedeutung | Königshain            | Königshain                 |                | 51° 10′ 47″ N, 14° 53′ 12″ O |
| Pfarrhaus Bernstadt a. d. Eigen                                                                                 | Putzbau mit mächtigem Krüppelwalmdach, baugeschichtlich, ortsgeschichtlich und straßenbildprägend von Bedeutung, zweigeschossig, innen: kreuzgratgewölbter Lagerraum, Fenster von Segmentbogen überfangen                                                 | Bernstadt a. d. Eigen | Bernstadt                  | Bild gesucht   | 51° 1′ 3″ N, 14° 51′ 49″ O   |
| Pfarrhaus Neißeaue                                                                                              | Hochgradig ursprünglich erhalten, bau- und ortsgeschichtlich von Bedeutung | Neißeaue              | Neißeaue                   | Bild gesucht   | 51° 14′ 12″ N, 15° 0′ 48″ O  |
| Pfarrhaus Klitten                                                                                               | Baugeschichtlich und ortsgeschichtlich von Bedeutung, zweigeschossiger massiver Putzbau mit Walmdach (Biberschwanzdeckung), rundbogiger Eingang, Nordseite mit Vertikalfenstern (Treppenhaus), Fenstersprossung nicht original                            | Boxberg/O.L.          | Klitten                    | weitere Bilder | 51° 20′ 51″ N, 14° 36′ 12″ O |
| Pfarrhaus Friedersdorf (Spree)                                                                                  | Pfarrhaus; Obergeschoss Fachwerk verkleidet, baugeschichtlich und ortsgeschichtlich von Bedeutung | Neusalza-Spremberg    | Friedersdorf               | Bild gesucht   | 51° 1′ 7″ N, 14° 33′ 57″ O   |
| Pfarrhaus Kosel (Niesky)                                                                                        | Baugeschichtlich und ortsgeschichtlich von Bedeutung | Niesky                | Kosel (Niesky)             | Bild gesucht   | 51° 21′ 2″ N, 14° 46′ 27″ O  |
| Pfarrhaus Dürrhennersdorf                                                                                       | Massiver Putzbau, ortsgeschichtlich von Bedeutung, zweigeschossiger Bau, Granittürstock, von Gurtgesims und Brüstungsfeldern gegliedert, schiefergedecktes Krüppelwalmdach, gesproßte Fenster in originaler Größe                                         | Dürrhennersdorf       | Dürrhennersdorf            | Bild gesucht   | 51° 2′ 48″ N, 14° 36′ 18″ O  |
| Pfarrhaus Neißetalstraße 59, Görlitz                                                                            | Bestehend aus zwei Flügeln im Winkel, Umbau und neuer Anbau 1860/61, baugeschichtlich und ortsgeschichtlich von Bedeutung | Görlitz               | Ludwigsdorf                | Bild gesucht   | 51° 12′ 21″ N, 15° 0′ 8″ O   |
| Pfarrhaus Kodersdorf                                                                                            | Baugeschichtlich und ortsgeschichtlich von Bedeutung | Kodersdorf            | Kodersdorf                 | weitere Bilder | 51° 13′ 46″ N, 14° 53′ 36″ O |
| Pfarrhaus Neusalza-Spremberg                                                                                    | Pfarrhaus; stattlicher Baukörper mit markantem Mansardwalmdach, baugeschichtlich und ortsgeschichtlich von Bedeutung | Neusalza-Spremberg    | Neusalza-Spremberg         | Bild gesucht   | 51° 2′ 17″ N, 14° 32′ 4″ O   |
| Pfarrhaus der Brüdergemeine Niesky                                                                              | Barock-klassizistische Gestaltung, baugeschichtlich, ortsgeschichtlich und städtebaulich von Bedeutung | Niesky                | Niesky                     | weitere Bilder | 51° 17′ 36″ N, 14° 49′ 18″ O |
| Pfarrhaus Beiersdorf                                                                                            | Nebengebäude vermutlich Haus für Leichenwagen, Kreuz im Giebel, baugeschichtlich und ortsgeschichtlich von Bedeutung. Zweigeschossiger Bau, Granitfenstergewände, Krüppelwalmdach mit Biberschwanzdeckung                                                 | Beiersdorf            | Beiersdorf                 | Bild gesucht   | 51° 4′ 11″ N, 14° 32′ 7″ O   |
| Pfarrhaus Förstgen                                                                                              | Gut proportionierter Barockbau, mit Gedenktafel und Seitengebäude sowie Mord- und Sühnekreuz Dorfstraße 1 | Mücka                 | Förstgen                   |                | 51° 17′ 51″ N, 14° 39′ 46″ O |
| Pfarrhaus Kunnerwitz (Görlitz)                                                                                  | Einzeldenkmal der oben genannten Sachgesamtheit; ursprünglich zeit- und stilgleich mit der Kirche gebaut, etwas umgebaut, baugeschichtlich und ortsgeschichtlich von Bedeutung                                                                            | Görlitz               | Kunnerwitz                 |                | 51° 7′ 1″ N, 14° 56′ 1″ O    |
| Pfarrhaus See (Niesky)                                                                                          | Zweigeschossiger spätbarocker Bau 1785 mit Mansarddach mit Krüppelwalm und Fledermausgauben | Niesky                | See (Niesky)               | weitere Bilder | 51° 17′ 53″ N, 14° 46′ 47″ O |
| Pfarrhaus Bernstadt a. d. Eigen                                                                                 | Putzbau mit Fledermausgauben, Portal mit Tür-Überdachung, Fenster nur zum Teil erhalten, Krüppelwalmdach 1742 Plan von Bernstadt Amtshaus genannt | Bernstadt a. d. Eigen | Bernstadt                  | Bild gesucht   | 51° 2′ 51″ N, 14° 49′ 32″ O  |
| Pfarrhaus und Pfarrscheune Meuselwitz                                                                           | Baugeschichtlich und ortsgeschichtlich von Bedeutung | Reichenbach/O.L.      | Meuselwitz                 | Bild gesucht   | 51° 10′ 11″ N, 14° 45′ 14″ O |
| Pfarrhaus und Pfarrscheune Ebersbach                                                                            | Bau-, orts- und sozialgeschichtlich von Bedeutung | Schöpstal             | Ebersbach (Schöpstal)      | Bild gesucht   | 51° 10′ 51″ N, 14° 56′ 8″ O  |
| Pfarrhaus Buchholz (Vierkirchen)                                                                                | Pfarrhof von Buchholz, baugeschichtlich und ortsgeschichtlich von Bedeutung | Vierkirchen           | Buchholz (Vierkirchen)     | Bild gesucht   | 51° 11′ 56″ N, 14° 41′ 41″ O |
| Pfarrhaus und Scheune Tauchritz                                                                                 | Baugeschichtlich, ortsgeschichtlich und wirtschaftsgeschichtlich von Bedeutung. Pfarrgarten und Obstgehölze noch vorhanden. | Görlitz               | Tauchritz                  |                | 51° 4′ 7″ N, 14° 56′ 42″ O   |
| Pfarrhaus und Schrotholzscheune Nochten                                                                         | Klinkerbau, baugeschichtlich und wirtschaftsgeschichtlich von Bedeutung, Pfarrhaus mit Mittelrisalit mit Dreiecksgiebel | Boxberg/O.L.          | Nochten                    | weitere Bilder | 51° 25′ 54″ N, 14° 35′ 55″ O |
| Pfarrhaus und Seitengebäude Kreba                                                                               | Ortsgeschichtlich von Bedeutung, Fachwerk-Seitengebäude | Kreba-Neudorf         | Kreba                      | weitere Bilder | 51° 20′ 51″ N, 14° 41′ 2″ O  |
| Pfarrhaus Horka                                                                                                 | Baugeschichtlich wertvolles Ensemble an der Wehrkirche Horka, in der Region seltene burgartige Anlage | Horka                 | Horka                      | weitere Bilder | 51° 17′ 11″ N, 14° 53′ 31″ O |
| Pfarrhaus Rothenburg O.L.                                                                                       | Stattlicher spätbarocker Bau, im Portal bezeichnet 1799, reich verzierte zweiflüglige Haustür, baugeschichtlich von Bedeutung | Rothenburg/O.L.       | Rothenburg                 |                | 51° 20′ 8″ N, 14° 58′ 11″ O  |
| Pfarrhaus Gebelzig                                                                                              | Hoher Originalitätsgrad, baugeschichtlich und ortsgeschichtlich von Bedeutung | Hohendubrau           | Gebelzig                   |                | 51° 13′ 28″ N, 14° 40′ 3″ O  |
| Pfarrhaus Kunnersdorf                                                                                           | Weitgehend im ursprünglichen Aussehen erhalten, baugeschichtlich, ortsgeschichtlich und ortsbildprägend von Bedeutung | Schöpstal             | Kunnersdorf                | Bild gesucht   | 51° 12′ 19″ N, 14° 55′ 29″ O |
| Pfarrhaus Friedersdorf                                                                                          | Baugeschichtlich und ortsgeschichtlich von Bedeutung | Markersdorf           | Friedersdorf (Markersdorf) | Bild gesucht   | 51° 5′ 43″ N, 14° 52′ 7″ O   |
| Pfarrhaus Podrosche                                                                                             | Pfarrhaus mit Anbauten, baugeschichtlich und ortsgeschichtlich von Bedeutung | Krauschwitz           | Podrosche                  | Bild gesucht   | 51° 28′ 12″ N, 14° 56′ 48″ O |
| Pfarrhaus Daubitz                                                                                               | Obergeschoss Fachwerk, baugeschichtlich und ortsgeschichtlich von Bedeutung | Rietschen             | Daubitz                    | Bild gesucht   | 51° 23′ 46″ N, 14° 49′ 43″ O |
| Pfarrhaus Oppach, August-Bebel-Straße 14                                                                        | Pfarrhaus mit Nebengebäude und Torbogen mit vergleichsweise interessanter architektonischer Linie, im traditionalistischen Stil der 1920er Jahre, baugeschichtlich von Bedeutung                                                                          | Oppach                | Oppach                     | Bild gesucht   | 51° 3′ 30″ N, 14° 30′ 10″ O  |
| Pfarrhaus Berthelsdorf                                                                                          | Putzgliederungen, klassizistisch mit betontem Mittelrisalit und Drempel, baugeschichtlich und ortsgeschichtlich von Bedeutung | Herrnhut              | Berthelsdorf               |                | 51° 1′ 46″ N, 14° 45′ 42″ O  |
| Pfarrhaus Schönbach Sa.                                                                                         | Baugeschichtlich und ortsgeschichtlich von Bedeutung, Pfarrhaus (Obergeschoss Fachwerk verschiefert) mit rückwärtigem verkleideten Laubengang, von Seltenheitswert                                                                                        | Schönbach             | Schönbach                  |                | 51° 3′ 39″ N, 14° 34′ 28″ O  |
| Pfarrhaus Melaune                                                                                               | Pfarrhaus von Melaune, mit Einflüssen des Reformstils, baugeschichtlich und ortsgeschichtlich von Bedeutung | Vierkirchen           | Melaune                    | Bild gesucht   | 51° 11′ 18″ N, 14° 44′ 54″ O |
| Pfarrhaus Markersdorf                                                                                           | Baugeschichtlich und ortsgeschichtlich von Bedeutung, baugeschichtlich von Bedeutung | Markersdorf           | Markersdorf                | Bild gesucht   | 51° 8′ 35″ N, 14° 52′ 48″ O  |
| Pfarrhaus Strahwalde                                                                                            | Putzbau mit Steingewänden, baugeschichtlich und ortsgeschichtlich von Bedeutung | Herrnhut              | Strahwalde                 | Bild gesucht   | 51° 1′ 48″ N, 14° 43′ 19″ O  |
| Pfarrhaus Nieder Seifersdorf                                                                                    | Bau- und ortsgeschichtliche Bedeutung | Waldhufen             | Nieder Seifersdorf         | Bild gesucht   | 51° 2′ 43″ N, 14° 43′ 13″ O  |
| Pfarrhaus Schleife                                                                                              | Baugeschichtlich und ortsgeschichtlich von Bedeutung | Schleife              | Schleife                   | Bild gesucht   | 51° 32′ 36″ N, 14° 32′ 24″ O |
| Pfarrhof Kittlitz                                                                                               | Pfarrhaus, Scheune, Seitengebäude und umgebende Bruchsteinmauer eines Pfarrhofes; baugeschichtlich und ortsgeschichtlich von Bedeutung | Löbau                 | Kittlitz                   | weitere Bilder | 51° 7′ 55″ N, 14° 40′ 31″ O  |
| Pfarrhof Leuba (Ostritz)                                                                                        | Pfarrhaus zweigeschossig mit Drempelgeschoss, Mittelrisalit und klassizistischen Fassaden, Wirtschaftsgebäude mit zwei symmetrischen Seitenflügeln, Südteil Scheune, Nordteil gewölbte Ställe                                                             | Ostritz               | Leuba                      | Bild gesucht   | 51° 2′ 33″ N, 14° 56′ 47″ O  |
| Pfarrhof Deutsch Ossig                                                                                          | Baugeschichtlich, wirtschaftsgeschichtlich und ortsgeschichtlich von Bedeutung; Stallgebäude bereits ohne Dachstuhl | Görlitz               | Deutsch Ossig              |                | 51° 5′ 56″ N, 14° 58′ 37″ O  |
| Pfarrhof Jänkendorf                                                                                             | Bau- und ortsgeschichtliche Bedeutung, Strukturbestandteil des Ortskerns, baugeschichtlich und ortsgeschichtlich von Bedeutung | Waldhufen             | Jänkendorf                 |                | 51° 15′ 5″ N, 14° 48′ 37″ O  |
| Pfarrhof Sohland am Rotstein                                                                                    | Baugeschichtlich und ortsgeschichtlich von Bedeutung | Reichenbach/O.L.      | Sohland                    | Bild gesucht   | 51° 6′ 57″ N, 14° 46′ 54″ O  |
| Pfarrhof mit Pfarrhaus, Seitengebäude und Scheune, am Pfarrhaus Gedenkplatte für Pfarrer Mentzer Hauptstraße 92 | In der Struktur erhalten, Pfarrhaus mit wertvollem Türblatt des 17. Jahrhunderts, baugeschichtlich und ortsgeschichtlich von Bedeutung, Pfarrhaus massiv, zweigeschossig, mit steilem Walmdach, Pfarrer Mentzer gestorben 1734, Scheune: Holzkonstruktion | Bernstadt a. d. Eigen | Kemnitz                    | Bild gesucht   | 51° 3′ 52″ N, 14° 47′ 51″ O  |
| Pfarrhof Ruppersdorf Kirchberg 3                                                                                | Scheune Fachwerk, baugeschichtlich und ortsgeschichtlich von Bedeutung | Herrnhut              | Ruppersdorf                | Bild gesucht   | 50° 59′ 53″ N, 14° 43′ 18″ O |
| Pfarrhof Diehsa Weißenberger Straße 2                                                                           | Pfarrhaus, Pfarrscheune, Einfriedungsmauer und Pfarrgarten, bau- und ortsgeschichtliche Bedeutung | Waldhufen             | Diehsa                     | weitere Bilder | 51° 14′ 41″ N, 14° 45′ 41″ O |
| Pfarrhof Arnsdorf (Vierkirchen)                                                                                 | Pfarrhof mit Pfarrhaus, Scheune und Seitengebäude sowie Mauer | Vierkirchen           | Arnsdorf                   |                | 51° 11′ 45″ N, 14° 47′ 16″ O |
| Pfarrhaus Neugersdorf                                                                                           | Pfarrhaus in Neugersdorf | Ebersbach-Neugersdorf | Neugersdorf                | weitere Bilder | 50° 58′ 50″ N, 14° 36′ 29″ O |
| Pfarrhaus Seifhennersdorf                                                                                       | Pfarrhaus in Seifhennersdorf | Seifhennersdorf       | Seifhennersdorf            |                | 50° 56′ 2″ N, 14° 36′ 37″ O  |
| Superintendentur Altstadt, Johannisplatz 1; 3                                                                   | Pfarrhaus mit Einfriedung; aufwändige Neorenaissancefassade, baugeschichtlich und ortsgeschichtlich von Bedeutung | Löbau                 | Löbau                      | Bild gesucht   | 51° 5′ 46″ N, 14° 40′ 3″ O   |
| Superintendentur; Pfarrhaus Pfarrstraße 14, Zittau                                                              | Pfarrhaus in halboffener Bebauung, mit Seitenflügel im Hof; schlichter Barockbau, Gebäude errichtet als Primariat, große Eingangshalle, bleiverglaste Fenster über der Eingangstür                                                                        | Zittau                | Zittau                     |                | 50° 53′ 54″ N, 14° 48′ 27″ O |
| Pfarrhaus Großschönau                                                                                           | Pfarrhaus in Großschönau, klassizistisch um 1850 | Großschönau           | Großschönau                | Weitere Bilder | 50° 53′ 57″ N, 14° 39′ 47″ O |
| Pfarrhaus Mittelherwigsdorf                                                                                     | Pfarrhaus und Scheune in Mittelherwigsdorf | Mittelherwigsdorf     | Mittelherwigsdorf          | Bild gesucht   | 50° 54′ 55″ N, 14° 45′ 38″ O |
| Pfarrhaus Niedercunnersdorf                                                                                     | Pfarrhaus (Umgebindehaus) und Seitengebäude in Niedercunnersdorf | Kottmar               | Niedercunnersdorf          | Bild gesucht   | 51° 3′ 0″ N, 14° 39′ 29″ O   |
| Pilgerhäusl Hirschfelde                                                                                         | Umgebindehaus (heute Pilgerherberge) und Kirchengebäude in Hirschfelde | Zittau                | Hirschfelde (Zittau)       |                | 50° 56′ 42″ N, 14° 53′ 8″ O  |

## Synagoge
| Artikel          | Beschreibung                                                                    | Gemeinde | Ort     | Bild           | Koordinaten                 |
| ---------------- | ------------------------------------------------------------------------------- | -------- | ------- | -------------- | --------------------------- |
| Synagoge Görlitz | Monumentalbau 1909–11 von William Lossow, Einfriedungswangen am Eingangsbereich | Görlitz  | Görlitz | weitere Bilder | 51° 9′ 10″ N, 14° 59′ 28″ O |

∑ 275 Einträge